# Somatina congruaria
Somatina congruaria är en fjärilsart som beskrevs av Walker 1869. Somatina congruaria ingår i släktet Somatina och familjen mätare. Inga underarter finns listade i Catalogue of Life.